# Nieuport II
O Nieuport II, foi um avião esportivo monoplano, monomotor francês de um só lugar em configuração de tração com asas a meia altura, projetado e construído por Édouard Nieuport.
Construído pela Société Anonyme des Établissements Nieuport entre 1910 e 1914, ele se destacou por sua alta performance mesmo utilizando um pequeno motor de dois cilindros, tendo ganho várias corridas, principalmente na França antes de passar a ser usado como avião de treinamento por escolas de pilotagem francesas durante a Primeira Guerra Mundial.

## Projeto e desenvolvimento

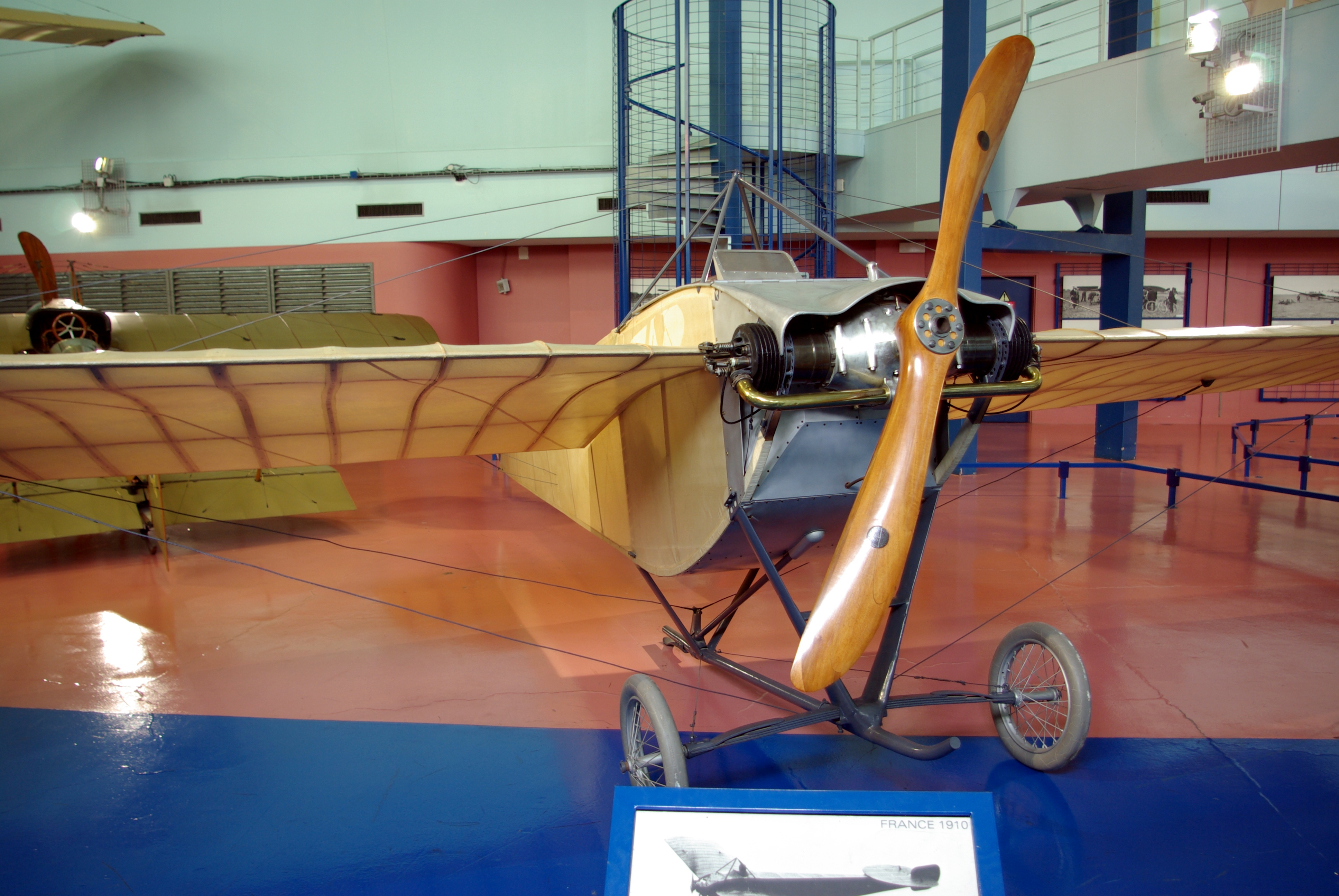
Vista frontal de um Nieuport II.N.

O Nieuport II foi resultado de extensivas pesquisas conduzidas pelos irmãos Nieuport em conjunto com o os Laboratórios Eiffel e também usando dados da pesquisa de Robert Esnault-Pelterie, que havia projetado seu próprio monoplano de baixo arrasto.

## Histórico operacional
Em 11 de maio de 1911, Nieuport quebrou o recorde mundial de velocidade para todas as distâncias até 100 km voando um Nieuport II equipado com um motor de fabricação própria de 28 hp. A maior velocidade registrada nesse evento foi de 119,63 km/h.
Três Nieuport II voaram no Gordon Bennett Trophy de 1911 em Eastchurch: um pilotado por Charles Weymann equipado com um motor Gnome double Omega de 100 hp, que ganhou a competição com 126,67 km/h; um segundo equipado com motor Gnome Lambda de 70 hp, ficou com a terceira posição, pilotado por Édouard Nieuport em pessoa e um terceiro, pilotado por M Chevalier equipado com um motor Nieuport de 28 hp, que não conseguiu terminar a prova.

## Variantes

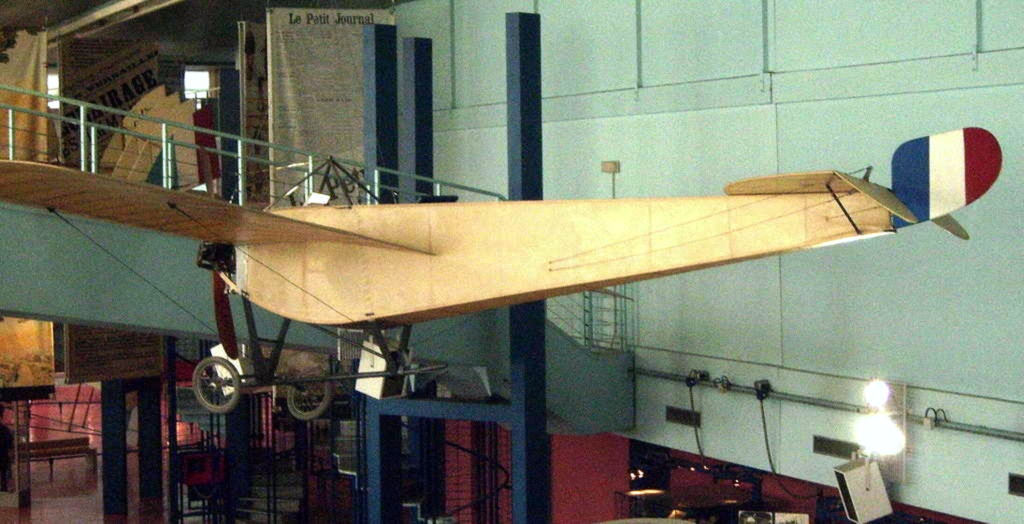
Vista lateral de um Nieuport II.N.

Essas foram as variantes do Nieuport II
II.Dmotor Darraq de 2 cilindros horizontais e opostos e 25 hp.
II.Amotor Anzani em leque de 40 hp.
II.Gmotores Gnome giratórios de 50, 70 ou 100 hp.
II.Nmotor Nieuport de 2 cilindros horizontais e opostos e 28 hp.
II.Hvariante com flutuadores (apenas projeto)

## Usuários
- Argentina
- França
- Sião

## Sobreviventes
- Exemplar dos últimos Nieuport II.N produzidos no Musée de l'Air et de l'Espace, Le Bourget próximo a Paris.
- Réplica com capacidade de taxiar no Old Rhinebeck Aerodrome em Poughkeepsie, estado de Nova York.

## Especificação

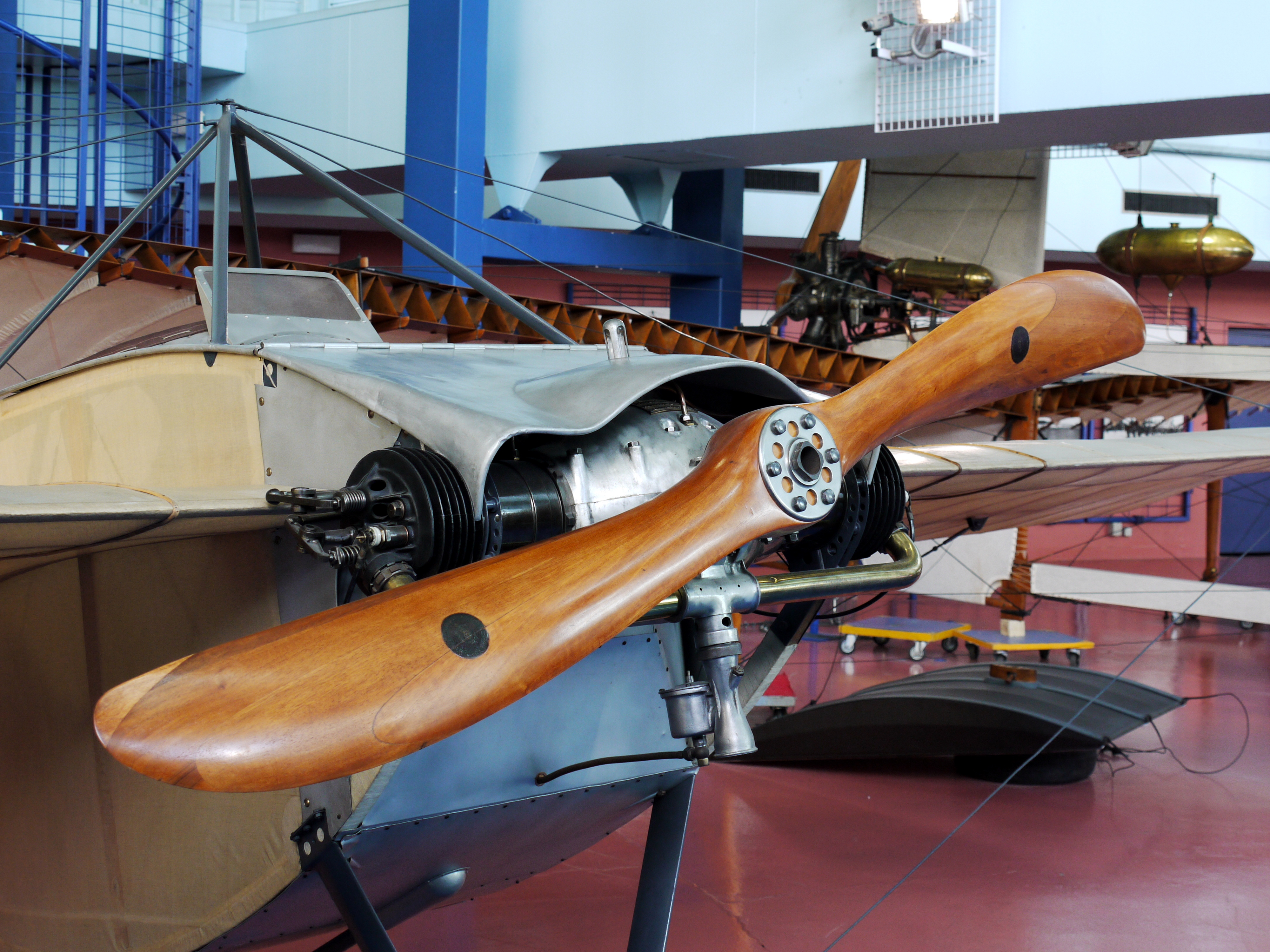
Detalhe do motor e hélice de um Nieuport II.N.

Estas são as características do Nieuport II
- Características gerais:
  - Tripulação: um
  - Comprimento: 7,15 m
  - Envergadura: 8,65 m
  - Altura: 2,60 m
  - Área da asa: 14 m²
  - Peso vazio: 240 kg
  - Peso máximo na decolagem: 340 kg
  - Motor: 1 x Nieuport, 2 cilindros opostos, refrigerado à ar, de 28 hp. (uma das opções)
- Performance:
  - Velocidade máxima: 115 km/h